# Georges Morel
Pour les articles homonymes, voir Georges Morel (théologien) et Morel.
Georges Morel est un rameur français, né le 11 juillet 1938 à La Teste (aujourd'hui La Teste-de-Buch) et mort dans la même ville le 21 novembre 2004.

## Biographie
Avec son frère  Jacques, il glane plusieurs médailles internationales. 

## Palmarès

### Jeux olympiques
- Médaille d'argent en deux de pointe avec barreur à Tokyo 1964

### Championnats du monde d'aviron
- Médaille de bronze en huit de pointe avec barreur aux Championnats du monde d'aviron 1962 à Lucerne
- Médaille d'argent en deux de pointe avec barreur aux Championnats du monde d'aviron 1966 à Bled

### Championnats d'Europe d'aviron
- 4e aux Championnats d'Europe d'aviron 1961, à Prague
- médaille d'argent en deux de pointe avec barreur aux Championnats d'Europe d'aviron 1967, à Vichy

### Championnats de France
Il décroche plusieurs titres nationaux en aviron entre 1960 et 1965.

## Distinctions
- Chevalier de l'ordre national du Mérite
- Médaille de la jeunesse, des sports et de l'engagement associatif, or